# 321197 Qingdao
321197 Qingdao este o planetă minoră (asteroid), cu un diametru de 2,886 km, din centura de asteroizi. A fost descoperită pe 23 decembrie 2008 la  de  și a fost numită după Qingdao. 
Obiectul prezintă o orbită caracterizată de o semiaxă mare de 2,7050245542903 UAi, o excentricitate de 0,042773384927086, o înclinație de 6,2441226763667 ° în raport cu ecliptica.